# Klaus Pommerening
Klaus Pommerening (* 26. August 1946 in Grönwohld; † 25. Februar 2023) war Professor für Medizinische Informatik. Bekannt wurde er durch seine kryptologischen Aktivitäten. So hat er eine kryptografische Infrastruktur in deutsche medizinische Forschungsnetzwerke implementiert. Nach seinem Abschluss an der Freien Universität Berlin und seiner Promotion und Habilitation an der Universität Mainz lehrte er als Professor für Mathematik an den Universitäten Heidelberg und Mainz.

## Leben und Wirken
Klaus Pommerening schloss im Jahr 1970 an der FU Berlin sein Studium der Mathematik mit dem Diplom ab. Danach wechselte er an die Johannes Gutenberg-Universität in Mainz, wo er im Jahr 1972 mit dem Thema Spiegelungen in beschränkten symmetrischen Ausnahmegebieten promovierte. Im Jahr 1980 folgte dort seine Habilitation in Mathematik und die Ernennung zum Professor. Nach einem Zwischenaufenthalt am Mathematischen Institut der Universität Heidelberg von 1981 bis 1982 war er von 1987 bis 2011 am Institut für Medizinische Biometrie, Epidemiologie und Informatik der Universität Mainz tätig.
Erste mathematische Publikationen erfolgten seit Mitte der 1970er Jahre. Er schrieb vier Bücher, darunter im Jahr 1991 Datenschutz und Datensicherheit. Insbesondere hat er sich durch seine durchgreifende Bearbeitung des Datenschutzes in der Medizin verdient gemacht. Dazu hat er intensiv geforscht und Ergebnisse, wie die Pseudonymisierung von Patientendaten, in der klinischen Praxis und der medizinischen Forschung umgesetzt. Unter anderem können so durch datenschutzfreundliche Verfahren des Datenlinkage (PPRL) Mehrfachregistrierungen desselben Patienten ohne Aufdeckung ihrer Identität erkannt und bereinigt werden.
Klaus Pommerening starb im Februar 2023 nach kurzer schwerer Krankheit.

## Schriften (Auswahl)
- Cryptanalysis of nonlinear feedback shift registers. Cryptologia 2016, 40:4, S. 303–315, doi:10.1080/01611194.2015.1055385.
- mit J. Drepper, K. Helbing, T. Ganslandt: Leitfaden zum Datenschutz in medizinischen Forschungsprojekten. Medizinisch Wissenschaftliche Verlagsgesellschaft, München 2014, ISBN 978-3-95466-123-7.
- Datenschutz und Datensicherheit. BI Wissenschaftsverlag, Mannheim 1991, ISBN 3-411-15171-4.
- mit M. Miller, I. Schmidtmann, J. Michaelis: Pseudonyms for cancer registry. Meth Inf Med 1996:35, S. 112–121 und Yearbook of Medical Informatics 1997, S. 338–347.
- Ordered sets with the standardizing property and straightening laws for algebras of invariants. Advances Math. 1987:62, S. 271–290.